# 大阪証券金融
大阪証券金融株式会社（おおさかしょうけんきんゆう、Osaka Securities Financing Co., Ltd.）は、かつて存在した証券金融会社。大阪府大阪市中央区に本社を置いていた。

## 沿革
- 1933年9月18日 - 「大株代行株式会社」として設立。
- 1950年1月 - 「大阪証券金融株式会社」に商号を変更。
- 1950年12月 - 大阪証券取引所に株式を上場。
- 2000年3月 - 東京証券取引所1部に株式を上場。
- 2013年7月22日 - 日本証券金融株式会社に吸収合併される[1]。